# Айтеке-бійська селищна адміністрація
А́йтеке-бі́́йська селищна адміністрація (каз. Әйтеке би кенттік әкімдігі, рос. Айтеке бийская поселковая администрация) — адміністративна одиниця у складі Казалінського району Кизилординської області Казахстану. Адміністративний центр та єдиний населений пункт — селище Айтеке-бі.
Населення — 44502 особи (2021; 38046 у 2009, 33441 у 1999, 32059 у 1989).